# Società Sportiva Lazio 1998-1999
Questa voce raccoglie le informazioni riguardanti la Società Sportiva Lazio nelle competizioni ufficiali della stagione 1998-1999.

## Stagione
Dopo la finale di Coppa UEFA persa l'anno precedente, la società romana procedette a numerosi acquisti: Salas, Stanković, Mihajlović, Sérgio Conceição, Iván de la Peña e Fernando Couto. All'organico si aggiunse inoltre Christian Vieri, già centravanti della Nazionale. I biancocelesti aprirono la stagione 1998-99 conquistando la Supercoppa italiana, grazie al 2-1 sulla Juventus. La rosa poté poi contare sul rientro di Alessandro Nesta, infortunatosi in maglia azzurra durante i Mondiali. In campionato la squadra ebbe una partenza a rilento, lamentando un distacco di 6 punti dalla Fiorentina già alla terza giornata. Il punto di svolta fu rappresentato dalla vittoria di San Siro, dove i romani segnarono 5 gol all'Inter.

La squadra celebra la vittoria della Supercoppa di Lega

La Lazio ben figurò anche in Coppa Italia e Coppa delle Coppe, pervenendo alla qualificazione per i quarti di finale in entrambi i tornei. Dopo una serie di risultati altalenanti in campionato – tra cui le sconfitte di Venezia e Milano, cui fece seguito un pari subìto in rimonta nel derby – le Aquile piazzarono un importante sprint: un filotto di 9 vittorie consecutive permise di recuperare terreno dai viola capilista, mentre in Coppa Italia (torneo cui i romani prendevano parte da campioni uscenti) il cammino terminò ad opera dell'Inter. Sul fronte nazionale, la Fiorentina fu dapprima agganciata (alla quota di 42 punti) e successivamente superata.
Ritrovatasi a comandare la classifica, la squadra progredì anche in Europa raggiungendo la finale: non incontrò difficoltà nel regolare il Panionios, cui segnò 7 gol in 180', e la Lokomotiv Mosca, che cedette per il gol incassato tra le mura amiche. In campionato si fece però sentire la rimonta del Milan di Zaccheroni: venuti a sostituirsi alla Fiorentina nella lotta-scudetto, i rossoneri colsero un prezioso pari all'Olimpico (in occasione dello scontro diretto) per poi approfittare delle sconfitte biancocelesti contro Roma e Juventus. Malgrado la compagine laziale avesse provato a difendere il margine residuo, un passo falso compiuto a Firenze nel penultimo turno costò il sorpasso: sul risultato finale di 1-1 pesarono alcune decisioni dell'arbitro Treossi, contestate in campo e sugli spalti.

Da sinistra: i neoacquisti Christian Vieri e Marcelo Salas, tandem d'attacco da 38 reti totali in stagione.

Il 19 maggio 1999, la squadra della capitale poté tuttavia fregiarsi dell'onore di essere l'ultimo club ad iscrivere il proprio nome nell'albo d'oro della Coppa delle Coppe: il torneo, giunto all'edizione conclusiva, vide i biancocelesti ottenere la vittoria finale piegando per 2-1 il Maiorca. Il campionato andò invece in archivio con il secondo posto, poiché l'affermazione sul Parma non risultò sufficiente ad operare il contro-sorpasso sui milanesi.

## Divise e sponsor
Dopo un decennio la Lazio cambia sponsor tecnico, con Umbro che lascia il posto a Puma. Lo sponsor ufficiale in campionato e in Coppa Italia si conferma Cirio, mentre in Coppa delle Coppe è Del Monte.
| Casa | Trasferta | Terza divisa | Coppa delle Coppe | Portiere |

## Organigramma societario
Area direttiva
- Presidente: Sergio Cragnotti
- Amministratore delegato: Elisabetta Cragnotti
- Direttore generale: Julio Velasco

Area tecnica
- Direttore sportivo: Giuliano Terraneo
- Allenatore: Sven-Göran Eriksson
- Allenatore in seconda: Luciano Spinosi

## Rosa
| N. |                       | Ruolo | Calciatore                  |
| -- | --------------------- | ----- | --------------------------- |
| 1  | Italia (bandiera)     | P     | Luca Marchegiani            |
| 2  | Italia (bandiera)     | D     | Paolo Negro                 |
| 3  | Italia (bandiera)     | D     | Stefano Lombardi            |
| 4  | Italia (bandiera)     | C     | Dario Marcolin              |
| 5  | Italia (bandiera)     | D     | Giuseppe Favalli (capitano) |
| 6  | Italia (bandiera)     | D     | Giovanni Lopez              |
| 6  | Italia (bandiera)     | C     | Federico Crovari            |
| 7  | Italia (bandiera)     | A     | Roberto Rambaudi            |
| 7  | Italia (bandiera)     | C     | Attilio Lombardo            |
| 8  | Italia (bandiera)     | A     | Igor Protti                 |
| 9  | Cile (bandiera)       | A     | Marcelo Salas               |
| 10 | Italia (bandiera)     | A     | Roberto Mancini             |
| 11 | Jugoslavia (bandiera) | D     | Siniša Mihajlović           |
| 12 | Italia (bandiera)     | P     | Emanuele Concetti           |
| 13 | Italia (bandiera)     | D     | Alessandro Nesta (capitano) |
| 14 | Portogallo (bandiera) | C     | Sérgio Conceição            |

| N. |                       | Ruolo | Calciatore          |
| -- | --------------------- | ----- | ------------------- |
| 15 | Italia (bandiera)     | D     | Giuseppe Pancaro    |
| 16 | Australia (bandiera)  | C     | Paul Okon           |
| 17 | Italia (bandiera)     | D     | Guerino Gottardi    |
| 18 | Rep. Ceca (bandiera)  | C     | Pavel Nedvěd        |
| 19 | Croazia (bandiera)    | A     | Alen Bokšić         |
| 20 | Jugoslavia (bandiera) | C     | Dejan Stanković     |
| 21 | Spagna (bandiera)     | C     | Iván de la Peña     |
| 22 | Italia (bandiera)     | P     | Marco Ballotta      |
| 23 | Italia (bandiera)     | C     | Giorgio Venturin    |
| 24 | Portogallo (bandiera) | D     | Fernando Couto      |
| 25 | Argentina (bandiera)  | C     | Matías Almeyda      |
| 26 | Italia (bandiera)     | C     | Roberto Baronio     |
| 27 | Italia (bandiera)     | A     | Alessandro Iannuzzi |
| 29 | Italia (bandiera)     | C     | Giampiero Pinzi     |
| 32 | Italia (bandiera)     | A     | Christian Vieri     |

## Calciomercato

### Sessione estiva
| Acquisti | Acquisti             | Acquisti        | Acquisti                      |
| R.       | Nome                 | da              | Modalità                      |
| -------- | -------------------- | --------------- | ----------------------------- |
| P        | Flavio Roma          | Foggia          | fine prestito                 |
| D        | Fernando Couto       | Barcellona      | definitivo                    |
| D        | Stefano Lombardi     | Genoa           | definitivo                    |
| D        | Siniša Mihajlović    | Sampdoria       | definitivo                    |
| C        | Roberto Baronio      | Vicenza         | fine prestito                 |
| C        | Sérgio Conceição     | Porto           | definitivo                    |
| C        | Iván de la Peña      | Barcellona      | definitivo                    |
| C        | Daniele Franceschini | Foggia          | fine prestito                 |
| C        | Marco Piovanelli     | Piacenza        | risoluzione compartecipazione |
| C        | Dejan Stanković      | Stella Rossa    | definitivo                    |
| A        | Alessandro Iannuzzi  | Lecce           | fine prestito                 |
| A        | Igor Protti          | Napoli          | fine prestito                 |
| A        | Marcelo Salas        | River Plate     | definitivo                    |
| A        | Giuseppe Signori     | Sampdoria       | risoluzione compartecipazione |
| A        | Christian Vieri      | Atlético Madrid | definitivo                    |

| Cessioni | Cessioni             | Cessioni        | Cessioni                         |
| R.       | Nome                 | a               | Modalità                         |
| -------- | -------------------- | --------------- | -------------------------------- |
| P        | Fernando Orsi        |                 | fine carriera                    |
| P        | Flavio Roma          | Chievo          | prestito                         |
| D        | José Chamot          | Atlético Madrid | definitivo                       |
| D        | Alessandro Grandoni  | Sampdoria       | definitivo                       |
| C        | Daniele Franceschini | Chievo          | definitivo                       |
| C        | Diego Fuser          | Parma           | definitivo                       |
| C        | Vladimir Jugović     | Atlético Madrid | definitivo                       |
| C        | Mirko Laurentini     | Siena           | definitivo                       |
| C        | Marco Piovanelli     | Genoa           | definitivo                       |
| A        | Pierluigi Casiraghi  | Chelsea         | definitivo                       |
| A        | Giuseppe Signori     | Bologna         | prestito con diritto di riscatto |

### Sessione autunnale
| Acquisti | Acquisti | Acquisti | Acquisti |
| R.       | Nome     | da       | Modalità |
| -------- | -------- | -------- | -------- |

| Cessioni | Cessioni         | Cessioni         | Cessioni   |
| R.       | Nome             | a                | Modalità   |
| -------- | ---------------- | ---------------- | ---------- |
| D        | Maurizio Domizzi | Livorno          | prestito   |
| D        | Giovanni Lopez   | Napoli           | definitivo |
| C        | Dario Marcolin   | Blackburn Rovers | prestito   |
| A        | Igor Protti      | Reggiana         | prestito   |
| A        | Roberto Rambaudi | Genoa            | definitivo |

### Sessione invernale
| Acquisti | Acquisti         | Acquisti       | Acquisti   |
| R.       | Nome             | da             | Modalità   |
| -------- | ---------------- | -------------- | ---------- |
| D        | Federico Crovari | Monza          | definitivo |
| C        | Attilio Lombardo | Crystal Palace | definitivo |

| Cessioni | Cessioni            | Cessioni        | Cessioni   |
| R.       | Nome                | a               | Modalità   |
| -------- | ------------------- | --------------- | ---------- |
| C        | Giorgio Venturin    | Atlético Madrid | definitivo |
| A        | Alessandro Iannuzzi | Milan           | definitivo |

## Risultati

### Serie A

#### Girone di andata
| Arbitro: | Farina (Novi Ligure) |

|                |           |               |
| S. Inzaghi 87’ | Marcatori | 75’ Stanković |

| Roma 20 settembre 1998, ore 16:00 2ª giornata | Lazio               | 0 – 0 referto | Bari | Stadio Olimpico (43 833 spett.)\| Arbitro: \| Borriello (Mantova) \| |
| Arbitro:                                      | Borriello (Mantova) |               |      |                                                                      |

| Arbitro: | Farina (Novi Ligure) |

|                      |           |                          |
| Bucchi 4’ Nakata 64’ | Marcatori | 19’ Couto 72’ Mihajlović |

| Arbitro: | Boggi (Salerno) |

|                         |           |  |
| Couto 48’ Stanković 70’ | Marcatori |  |

| Arbitro: | Boggi (Salerno) |

|                               |           |                                                       |
| Winter 22’ Ventola 77’, 90+5’ | Marcatori | 1’ Salas 36’, 53’ Conceição 40’ R. Mancini 74’ Nedvěd |

| Arbitro: | Racalbuto (Gallarate) |

|                |           |               |
| R. Mancini 55’ | Marcatori | 30’ Schenardi |

| Arbitro: | Treossi (Forlì) |

|                  |           |  |
| Gia. Tedesco 88’ | Marcatori |  |

| Arbitro: | Borriello (Mantova) |

|                                         |           |                |
| Negro 22’, 27’ Salas 30’ R. Mancini 62’ | Marcatori | 81’ Carparelli |

| Arbitro: | Bolognino (Milano) |

|                    |           |  |
| Tuta 4’ Pedone 39’ | Marcatori |  |

| Arbitro: | Farina (Novi Ligure) |

|                |           |  |
| Leonardo 90+2’ | Marcatori |  |

| Arbitro: | Farina (Novi Ligure) |

|                                      |           |                                           |
| R. Mancini 28’, 56’ Salas 69’ (rig.) | Marcatori | 25’ Delvecchio 78’ Di Francesco 82’ Totti |

| Arbitro: | Borriello (Mantova) |

|  |           |           |
|  | Marcatori | 81’ Salas |

| Arbitro: | Collina (Viareggio) |

|                                                    |           |                                    |
| Mihajlović 29’, 45’, 52’ Stanković 83’ Salas 90+2’ | Marcatori | 38’ (rig.), 55’ (rig.) F. Palmieri |

| Arbitro: | Tombolini (Ancona) |

|                                 |           |              |
| R. Mancini 17’ Salas 55’, 90+4’ | Marcatori | 5’ Locatelli |

| Arbitro: | Ceccarini (Livorno) |

|  |           |              |
|  | Marcatori | 78’ C. Vieri |

| Arbitro: | Bazzoli (Merano) |

|                             |           |  |
| C. Vieri 65’ Mihajlović 90’ | Marcatori |  |

| Arbitro: | Bazzoli (Merano) |

|            |           |                                         |
| Crespo 54’ | Marcatori | 51’ Salas 68’ R. Mancini 90+1’ C. Vieri |

#### Girone di ritorno
| Arbitro: | Collina (Viareggio) |

|                                                       |           |          |
| Mihajlović 10’ Salas 59’ Stanković 78’ R. Mancini 82’ | Marcatori | 58’ Buso |

| Arbitro: | Racalbuto (Gallarate) |

|             |           |                                |
| Knudsen 73’ | Marcatori | 21’ Lombardo 38’, 87’ C. Vieri |

| Arbitro: | Bolognino (Milano) |

|                               |           |  |
| C. Vieri 42’ Salas 45+2’, 76’ | Marcatori |  |

| Cagliari 14 febbraio 1999, ore 14:30 21ª giornata | Cagliari        | 0 – 0 referto | Lazio | Stadio Sant'Elia (22 932 spett.)\| Arbitro: \| Cesari (Genova) \| |
| Arbitro:                                          | Cesari (Genova) |               |       |                                                                   |

| Arbitro: | Cesari (Genova) |

|               |           |  |
| Conceição 39’ | Marcatori |  |

| Arbitro: | Racalbuto (Gallarate) |

|             |           |                                 |
| Cardone 67’ | Marcatori | 48’ Conceição 90’ (aut.) Dicara |

| Arbitro: | Bolognino (Milano) |

|                                                                  |           |               |
| Negro 44’ C. Vieri 51’ Salas 60’, 69’ Fresi 82’ (aut.) Nesta 90’ | Marcatori | 31’ Vannucchi |

| Empoli 14 marzo 1999, ore 14:30 25ª giornata | Empoli          | 0 – 0 referto | Lazio | Stadio Carlo Castellani (16 573 spett.)\| Arbitro: \| Braschi (Prato) \| |
| Arbitro:                                     | Braschi (Prato) |               |       |                                                                          |

| Arbitro: | Boggi (Salerno) |

|                             |           |  |
| Conceição 8’ Mihajlović 13’ | Marcatori |  |

| Roma 3 aprile 1999, ore 16:00 27ª giornata | Lazio           | 0 – 0 referto | Milan | Stadio Olimpico (63 875 spett.)\| Arbitro: \| Cesari (Genova) \| |
| Arbitro:                                   | Cesari (Genova) |               |       |                                                                  |

| Arbitro: | Borriello (Mantova) |

|                               |           |              |
| Delvecchio 13’, 43’ Totti 90’ | Marcatori | 79’ C. Vieri |

| Arbitro: | Bazzoli (Merano) |

|                |           |                                 |
| R. Mancini 56’ | Marcatori | 34’, 64’ Henry 45+3’ N. Amoruso |

| Arbitro: | Bazzoli (Merano) |

|  |           |              |
|  | Marcatori | 60’ C. Vieri |

| Arbitro: | Pellegrino (Barcellona Pozzo di Gotto) |

|  |           |                                                   |
|  | Marcatori | 30’ (rig.) Mihajlović 48’ C. Vieri 57’ R. Mancini |

| Arbitro: | Boggi (Salerno) |

|                          |           |  |
| Almeyda 50’ C. Vieri 89’ | Marcatori |  |

| Arbitro: | Treossi (Forlì) |

|               |           |              |
| Batistuta 15’ | Marcatori | 28’ C. Vieri |

| Arbitro: | Bazzoli (Merano) |

|                |           |            |
| Salas 27’, 76’ | Marcatori | 54’ Vanoli |

### Coppa Italia
| Arbitro: | Sirotti (Forlì) |

|                       |           |            |
| Salas 69’, 81’ (rig.) | Marcatori | 60’ Riccio |

| Arbitro: | Treossi (Forlì) |

|  |           |                                 |
|  | Marcatori | 15’ (aut.) Parisi 85’ Stanković |

| Arbitro: | Trentalange (Torino) |

|                                      |           |             |
| Mihajlović 28’ R. Mancini 70’, 90+5’ | Marcatori | 6’ Bierhoff |

| Arbitro: | Braschi (Prato) |

|          |           |           |
| Ganz 55’ | Marcatori | 41’ Salas |

| Arbitro: | Ceccarini (Livorno) |

|                       |           |               |
| Salas 12’ (rig.), 47’ | Marcatori | 31’ Djorkaeff |

| Arbitro: | Ceccarini (Livorno) |

|                                                         |           |                           |
| Cauet 12’ Djorkaeff 26’, 70’ Zé Elias 84’ Moriero 90+3’ | Marcatori | 10’ C. Vieri 34’ Lombardo |

### Coppa delle Coppe
| Arbitro: | Koren |

|            |           |             |
| Nedvěd 37’ | Marcatori | 53’ Douglas |

| Arbitro: | Vassaras |

|                     |           |                        |
| Douglas 9’ Rehn 83’ | Marcatori | 7’ Salas 25’ Conceição |

| Roma 22 ottobre 1998 Ottavi di finale - Andata | Lazio   | 0 – 0 | Partizan | Stadio Olimpico (24 966 spett.)\| Arbitro: \| Temmink \| |
| Arbitro:                                       | Temmink |       |          |                                                          |

| Arbitro: | Stuchlik |

|                        |           |                                     |
| Krstajić 17’ Iliev 85’ | Marcatori | 43’ (rig.), 75’ Salas 66’ Stanković |

| Arbitro: | Poll |

|  |           |                                        |
|  | Marcatori | 3’, 60’ Stanković 13’ Salas 62’ Nedvěd |

| Arbitro: | Heynemann |

|                                         |           |  |
| Nedvěd 69’ Stanković 76’ de la Peña 80’ | Marcatori |  |

| Arbitro: | Veissière |

|              |           |            |
| Janashia 61’ | Marcatori | 77’ Bokšić |

| Roma 22 aprile 1999 Semifinale - Ritorno | Lazio | 0 – 0 | Lokomotiv Mosca | Stadio Olimpico (32 016 spett.)\| Arbitro: \| Frisk \| |
| Arbitro:                                 | Frisk |       |                 |                                                        |

| Arbitro: | Benkö |

|          |           |                        |
| Dani 10’ | Marcatori | 7’ C. Vieri 81’ Nedvěd |

### Supercoppa Italiana
| Arbitro: | Bettin (Padova) |

|                      |           |                            |
| Del Piero 87’ (rig.) | Marcatori | 37’ Nedvěd 90+4’ Conceição |

## Statistiche
Statistiche aggiornate al 23 maggio 1999.

### Statistiche di squadra
| Competizione        | Punti | In casa | In casa | In casa | In casa | In casa | In casa | In trasferta | In trasferta | In trasferta | In trasferta | In trasferta | In trasferta | Totale | Totale | Totale | Totale | Totale | Totale | DR  |
| Competizione        | Punti | G       | V       | N       | P       | Gf      | Gs      | G            | V            | N            | P            | Gf           | Gs           | G      | V      | N      | P      | Gf     | Gs     | DR  |
| ------------------- | ----- | ------- | ------- | ------- | ------- | ------- | ------- | ------------ | ------------ | ------------ | ------------ | ------------ | ------------ | ------ | ------ | ------ | ------ | ------ | ------ | --- |
| Serie A             | 69    | 17      | 12      | 4       | 1       | 41      | 14      | 17           | 8            | 5            | 4            | 24           | 17           | 34     | 20     | 9      | 5      | 65     | 31     | +34 |
| Coppa Italia        | -     | 3       | 3       | 0       | 0       | 7       | 3       | 3            | 1            | 1            | 1            | 5            | 6            | 6      | 4      | 1      | 1      | 12     | 9      | +3  |
| Coppa delle Coppe   | -     | 4       | 1       | 3       | 0       | 4       | 1       | 5            | 3            | 2            | 0            | 12           | 6            | 9      | 4      | 5      | 0      | 16     | 7      | +9  |
| Supercoppa italiana | -     | 0       | 0       | 0       | 0       | 0       | 0       | 1            | 1            | 0            | 0            | 2            | 1            | 1      | 1      | 0      | 0      | 2      | 1      | +1  |
| Totale              | -     | 24      | 16      | 7       | 1       | 52      | 18      | 26           | 13           | 8            | 5            | 43           | 30           | 50     | 29     | 15     | 6      | 95     | 48     | +47 |

### Andamento in campionato
| Giornata  | 1 | 2 | 3  | 4 | 5 | 6 | 7 | 8 | 9 | 10 | 11 | 12 | 13 | 14 | 15 | 16 | 17 | 18 | 19 | 20 | 21 | 22 | 23 | 24 | 25 | 26 | 27 | 28 | 29 | 30 | 31 | 32 | 33 | 34 |
| --------- | - | - | -- | - | - | - | - | - | - | -- | -- | -- | -- | -- | -- | -- | -- | -- | -- | -- | -- | -- | -- | -- | -- | -- | -- | -- | -- | -- | -- | -- | -- | -- |
| Luogo     | T | C | T  | C | T | C | T | C | T | T  | C  | T  | C  | C  | T  | C  | T  | C  | T  | C  | T  | C  | T  | C  | T  | C  | C  | T  | C  | T  | T  | C  | T  | C  |
| Risultato | N | N | N  | V | V | N | P | V | P | P  | N  | V  | V  | V  | V  | V  | V  | V  | V  | V  | N  | V  | V  | V  | N  | V  | N  | P  | P  | V  | V  | V  | N  | V  |
| Posizione | 6 | 8 | 11 | 7 | 5 | 4 | 6 | 5 | 7 | 10 | 11 | 7  | 6  | 5  | 4  | 3  | 2  | 2  | 2  | 2  | 2  | 1  | 1  | 1  | 1  | 1  | 1  | 1  | 1  | 1  | 1  | 1  | 2  | 2  |

Legenda:

Luogo: C = Casa; T = Trasferta. Risultato: V = Vittoria; N = Pareggio; P = Sconfitta.

### Statistiche dei giocatori
Nel conteggio delle reti realizzate si aggiungano due autoreti a favore in campionato e un'autorete a favore in Coppa Italia.
| Giocatore      | Serie A  | Serie A | Coppa Italia | Coppa Italia | Coppa delle Coppe | Coppa delle Coppe | Supercoppa italiana | Supercoppa italiana | Totale   | Totale |
| Giocatore      | Presenze | Reti    | Presenze     | Reti         | Presenze          | Reti              | Presenze            | Reti                | Presenze | Reti   |
| -------------- | -------- | ------- | ------------ | ------------ | ----------------- | ----------------- | ------------------- | ------------------- | -------- | ------ |
| M. Almeyda     | 25       | 1       | 4            | 0            | 6                 | 0                 | -                   | -                   | 35       | 1      |
| M. Ballotta    | 3        | -2      | 1            | -1           | 1                 | -0                | -                   | -                   | 5        | -3     |
| R. Baronio     | 7        | 0       | 3            | 0            | 4                 | 0                 | -                   | -                   | 14       | 0      |
| A. Bokšić      | 3        | 0       | -            | -            | 3                 | 1                 | -                   | -                   | 6        | 1      |
| S. Conceição   | 33       | 5       | 5            | 0            | 5                 | 1                 | 1                   | 1                   | 44       | 7      |
| E. Concetti    | -        | -       | -            | -            | -                 | -                 | -                   | -                   | -        | -      |
| F. Couto       | 22       | 2       | 5            | 0            | 8                 | 0                 | 1                   | 0                   | 36       | 2      |
| F. Crovari     | -        | -       | -            | -            | 1                 | 0                 | -                   | -                   | 1        | 0      |
| I. de la Peña  | 15       | 0       | 3            | 0            | 4                 | 1                 | 1                   | 0                   | 23       | 1      |
| G. Favalli     | 25       | 0       | 4            | 0            | 5                 | 0                 | -                   | -                   | 34       | 0      |
| G. Gottardi    | 13       | 0       | 3            | 0            | 5                 | 0                 | 1                   | 0                   | 22       | 0      |
| A. Iannuzzi    | 2        | 0       | -            | -            | -                 | -                 | -                   | -                   | 2        | 0      |
| S. Lombardi    | 4        | 0       | 3            | 0            | 3                 | 0                 | 1                   | 0                   | 11       | 0      |
| A. Lombardo    | 14       | 1       | 1            | 1            | 5                 | 0                 | -                   | -                   | 20       | 2      |
| G. Lopez       | 4        | 0       | 2            | 0            | 2                 | 0                 | 1                   | 0                   | 9        | 0      |
| R. Mancini     | 33       | 10      | 6            | 2            | 7                 | 0                 | 1                   | 0                   | 47       | 12     |
| L. Marchegiani | 34       | -29     | 5            | -8           | 8                 | -7                | 1                   | -1                  | 48       | -45    |
| D. Marcolin    | -        | -       | -            | -            | 1                 | 0                 | 1                   | 0                   | 2        | 0      |
| S. Mihajlović  | 30       | 8       | 4            | 1            | 9                 | 0                 | 1                   | 0                   | 44       | 9      |
| P. Nedvěd      | 21       | 1       | 4            | 0            | 8                 | 4                 | 1                   | 1                   | 34       | 6      |
| P. Negro       | 21       | 3       | 4            | 0            | 3                 | 0                 | -                   | -                   | 28       | 3      |
| A. Nesta       | 20       | 1       | 2            | 0            | 4                 | 0                 | -                   | -                   | 26       | 1      |
| P. Okon        | 5        | 0       | -            | -            | -                 | -                 | -                   | -                   | 5        | 0      |
| G. Pancaro     | 30       | 0       | 4            | 0            | 8                 | 0                 | -                   | -                   | 42       | 0      |
| G. Pinzi       | -        | -       | -            | -            | -                 | -                 | -                   | -                   | -        | -      |
| I. Protti      | 2        | 0       | 1            | 0            | -                 | -                 | -                   | -                   | 3        | 0      |
| R. Rambaudi    | -        | -       | -            | -            | -                 | -                 | -                   | -                   | -        | -      |
| M. Salas       | 30       | 15      | 6            | 5            | 6                 | 4                 | 1                   | 0                   | 43       | 24     |
| D. Stanković   | 29       | 4       | 5            | 1            | 7                 | 4                 | 1                   | 0                   | 42       | 9      |
| G. Venturin    | 16       | 0       | 5            | 0            | 4                 | 0                 | 1                   | 0                   | 26       | 0      |
| C. Vieri       | 22       | 12      | 2            | 1            | 4                 | 1                 | -                   | -                   | 28       | 14     |